# Suite in E majeur voor piano
De suite in E majeur voor piano is een compositie van Christian Sinding. Sinding schreef deze suite terwijl hij nog in opleiding was in München. Sinding was van huis uit violist, maar schreef talloze werkjes voor piano solo.
De vijfdelige suite bestaat uit:
1. Préambule (Lento)
2. Courante (Allegro)
3. Sarabande (Andante sostenuto)
4. Gavotte (Allegretto)
5. Presto

Het werk is net als zo veel werken van Sinding in de vergetelheid geraakt.